# Юськасинське сільське поселення
Юська́синське сільське поселення (рос. Юськасинское сельское поселение) — муніципальне утворення у складі Моргауського району Чувашії, Росія. Адміністративний центр — село Юськаси.

## Склад
До складу поселення входять такі населені пункти:
| Населений пункт          | Населення, осіб (2010) |
| ------------------------ | ---------------------- |
| Актай, присілок          | 160                    |
| Верхні Панклеї, присілок | 269                    |
| Вурманкаси, присілок     | 469                    |
| Ільбеші, присілок        | 97                     |
| Нижні Панклеї, присілок  | 193                    |
| Нові Мадіки, присілок    | 96                     |
| Нюреть, присілок         | 66                     |
| Падаккаси, присілок      | 111                    |
| Рогож, присілок          | 50                     |
| Старі Мадіки, присілок   | 181                    |
| Сюмерткаси, присілок     | 119                    |
| Хорнкаси, присілок       | 89                     |
| Юськаси, село            | 379                    |